# Avocettina
Avocettina is een geslacht van straalvinnige vissen uit de familie van langbekalen (Nemichthyidae).

## Soorten
De volgende soorten zijn bij het geslacht ingedeeld:
- Avocettina acuticeps (Regan, 1916)
- Avocettina bowersii (Garman, 1899)
- Avocettina infans (Günther, 1878)  – Langbekaal
- Avocettina paucipora Nielsen & Smith, 1978